# Microsoft Office 2019
Microsoft Office 2019 es una versión de la suite de ofimática Microsoft Office. Es la sucesora de Office 2016 y la predecesora de Microsoft Office 2021. Fue anunciado el 6 de septiembre de 2017 en Microsoft Ignite, y se lanzó comercialmente el 24 de septiembre de 2018 para Mac y posteriormente para Windows
Microsoft Office 2019 solo es compatible con Windows 10 y sistemas superiores, abandonando el soporte de la suite ofimática para Windows 8 y Windows 7 y la primera versión de Office perpetua, en emplear la tecnología Click to run (Hacer clic y ejecutar)  como único método de instalación en vez del MSI tradicional, con el fin de reducir el tiempo de instalación y actualización.
La suite de Microsoft Office 2019, durante su soporte no recibira nuevas características, solo actualizaciones de seguridad y solo contara con cinco años de soporte técnico y dos extendido, finalizando en 2025, junto con Office 2016.
Algunas características que antes estaban disponibles solamente para los suscriptores de Office 365 estarán disponibles en esta versión para todos los usuarios.

## Características
Office 2019 contiene todas las características de Microsoft Office 365, incluyendo funciones mejoradas de dibujo en pantalla táctil, nuevas animaciones en PowerPoint incluyendo las opciones Transformación y Zoom, y nuevas fórmulas y gráficos en Excel para el análisis de datos. 
Esta versión solo se ejecutará en Windows 10 o Windows Server 2016. Además, Office 2019 no recibirá 10 años de soporte como la mayoría de las versiones anteriores. Recibirá 5 años de soporte estándar, pero solo tendrá dos años de soporte extendido.
A pesar de que se lanzó en el mismo mes, la nueva interfaz de usuario de Office en Word, Excel, PowerPoint y Outlook solo está disponible para los suscriptores de Office 365, no para las licencias de Office 2019 perpetuas. En términos generales, la interfaz de Office 2019 es la misma de la ya conocida de la versión 2016 con pequeñas diferencias, y por lo tanto, es la misma interfaz de Office Online vigente.
Las actualizaciones de nuevas funciones no estarán disponibles para Microsoft Office 2019. Solo recibirá actualizaciones de seguridad.

## Novedades
Las nuevas funciones de Office 2019 ya están presentes en Office 365 Pro Plus.

### Word
Microsoft Word 2019 hace que el trabajo sea más fácil. Además del nuevo tema negro, se han añadido herramientas de aprendizaje, una función de texto a voz y mejoras de accesibilidad. Por su parte, la versión de Word 2019 para Mac incluye un modo enfoque y traductor. Para los usuarios de Windows 10, puede iniciar rápidamente el dictado con reconocimiento de voz presionando CTRL+H (no disponible para todos los idiomas).

### Excel
Microsoft Excel 2019 ahora ofrece potentes funciones para el análisis de datos. Se ha incluido nuevos diagramas, gráficos, funciones y conectores, entre los que se encuentra la posibilidad (existente desde la versión de 2016) de insertar mapas en 3D personalizados. De igual forma, ahora cuenta con la opción de publicar Excel en PowerBI y algunas mejoras en PowerPivot y PowerQuery. Para Mac, se han añadido nuevas funciones CONCAT, TEXTJOIN, IFS y SWITCH.

### PowerPoint
Microsoft PowerPoint 2019 te permite crear presentaciones más impactantes. Cuenta con nuevas funciones de zum y transición Morph, así como la posibilidad de insertar iconos SVG y modelos 3D. Para Mac, se ha incluido el soporte para la exportación de videos 4K y para reproducir secuencia in-click. Para los usuarios de Windows 10, puede iniciar rápidamente el dictado con reconocimiento de voz presionando CTRL+H (no disponible para todos los idiomas).

### Outlook
Microsoft Outlook 2019 ha sido diseñado para administrar eficientemente el correo electrónico. Esta versión incluye tarjetas de contacto actualizadas, menciones, enfoque en el buzón, tarjetas de resumen de entregas y grupos de Office 365 (requiere Exchange). La versión 2019 de Outlook para Mac incluye, además de las novedades de la versión para Windows, la función de enviar más tarde o programas la entrega de correos electrónicos, además de plantillas de correo electrónico.  Para los usuarios de Windows 10, puede iniciar rápidamente el dictado con reconocimiento de voz presionando CTRL+H (no disponible para todos los idiomas).

## Compatibilidad
La versión 2019 de la suite de ofimática de Microsoft es compatible únicamente con Windows 10, Windows Server 2019 y las dos últimas versiones de macOS.
En cuanto a las aplicaciones, Microsoft Visio, Access, Project, OneNote y Publisher, solo están disponibles para los usuarios de Windows.

## Diferentes programas en paquetes de MS Office
Los paquetes minoristas de Microsoft Office 2019 están disponibles en las siguientes variantes: Home & Student, Home & Business y Professional.

### Microsoft Office 2019 Home & Student
Office Home & Student es el paquete contiene programas estándar como Word, Excel, OneNote y PowerPoint. Para la mayoría de la gente, esto será suficiente. Este paquete se puede instalar en 1 PC al momento de la compra. Este paquete tiene una licencia perpetua, por lo que no es necesario suscribirse como con Microsoft Office 365.

### Microsoft Office 2019 Home & Business
Este paquete, Microsoft Office Home & Business 2019, es la versión extendida del paquete Home & Student. Este paquete consta de Word, Excel, OneNote, Powerpoint y Outlook. Este paquete tiene una licencia perpetua, por lo que no es necesario suscribirse como con Microsoft Office 365. 

### Microsoft Office 2019 Professional
Microsoft Office 2019 Professional es el paquete más completo de la serie Office 2019. Las siguientes aplicaciones están incluidas en la edición Professional: Word, Excel, OneNote, Powerpoint, Outlook, Access y Publisher y muchos otros . Por lo que no tiene que pagar anualmente. Esta cantidad anual debe pagarse con licencias de Office 365.